# Ананасна вулиця
Ананасна ву́лиця — вулиця в Подільському районі міста Києва, садові товариства «Будівельник», «Труд». Пролягає від Малинової вулиці до вулиці Івана Виговського.